# Spomenik žrtvama fašizma, Adis Abeba
Spomenik žrtvama fašizma (Jekatit 12) monumentalni je spomenik na Trgu Žrtava (Sidist Kilo) u Adis Abebi, Etiopija, koji je izveo hrvatski kipar Antun Augustinčić uz pomoć Frane Kršinića i suradnika 1955.
Spomenik je dar tadašnjeg predsjednika Tita i naroda Jugoslavije Etiopiji.

## Pozadina podizanja spomenika
Spomenik u obliku bijelog kamenog obeliska s dva friza brončanih reljefa je podignut u spomen na žrtve odmazde koju je izvela talijanska vojska 1937.
Za vrijeme talijanske okupacije Etiopije (1936. – 1941.), dva mladića iz Eritreje Abraha Deboch i Moges Asgedom izveli su atentat na maršala Grazianija 19. veljače 1937., tadašnjeg talijanskog potkralja za Talijanske Istočne Afrike tijekom svečanosti održane ispred Palače Adis Abeba (danas zgrada univerziteta). Maršal Graziani je ranjen, ali je preživio atentat, u znak odmazde naredio je ubijanje stanovnika Adis Abebe u ludom činu osvete. Procjenjuje se da je stradalo oko 30.000 građana u tri dana nakon masakra koji je trajao od 19. do 21. veljače 1937.
Događaj se zbio zapravo 12. veljače po tadašnjem etiopskom kalendaru (19. veljače po gregorijanskom) zato se spomenik zove Jaketit 12 (12. veljače, prvi dan masakra)
Za sve vrijeme svoje vladavine etiopski car Haile Selasije je svake godine 12. veljače polagao vijenac u podnožju obeliska. Ni pučistički vođa koji je svrgnuo Selasija - pukovnik Mengistu Haile Mariam nije napustio tu praksu, nakon pada režima Derg, došlo je do promjena, jedno vrijeme vijenac je polagao gradonačelnik Adis Abebe, a odnedavno to čini predsjednik Etiopije.
Spomenik je bijeli obelisk koji na dnu ima dva friza reljefa s prizorima masakra i kasnijim pokopima žrtava nakon oslobođenja zemlje. Pri vrhu obeliska je figura Sabejskog Lava (carističkog simbola) ono što je neobično, njega nije skinuo ni režim Derg, koji je inače uklonio vrlo temeljito sve simbole Etiopskog carstva. 
Antun Augustnčić je nakon Jakatita 12 izveo još dva javna spomenika u Etiopiji; Spomenik etiopskom partizanu u Holleti (1959.) i Spomenik rasu Makonnenu u Hararu (1959.).

## Vanjske poveznice
- Imperial Monuments of Ethiopia (engl.)